# 鐵鼠之檻
《鐵鼠之檻》是日本作家京極夏彥的長篇推理小說，百鬼夜行系列（京極堂系列）的第四部作品。被譽為與義大利作家安伯托·艾可的作品《玫瑰的名字》互相輝映。

## 發行資訊
| 出版者                                  | 出版日期       | 媒介                     | 頁數                | 書籍編碼                                        | 譯者   |
| --------------------------------------- | -------------- | ------------------------ | ------------------- | ----------------------------------------------- | ------ |
| 講談社                                  | 1996年1月5日   | 講談社Novels（新書判）   | 826頁               | ISBN 9784061818835                              |        |
| 講談社                                  | 2001年9月6日   | 講談社文庫（文庫判）     | 1376頁              | ISBN 9784062732475                              |        |
| 講談社                                  | 2005年10月14日 | 講談社文庫（分册文庫判） | [一]432頁 [二]448頁 | [一] ISBN 9784062752060 [二] ISBN 9784062752077 |        |
| 講談社                                  | 2005年11月15日 | 講談社文庫（分册文庫判） | [三]288頁 [四]256頁 | [三] ISBN 9784062752084 [四] ISBN 9784062752091 |        |
| 獨步文化                                | 2008年7月10日  | 繁體中文版（平裝書）     | [上]480頁 [下]448頁 | [上] ISBN 9789866954962 [下] ISBN 9789866954979 | 王華懋 |
| 世紀文景（發行） 上海人民出版社（出版） | 2009年1月1日   | 簡體中文版（平裝書）     | [上]505頁 [下]477頁 | [上] ISBN 9787208085558 [下] ISBN 9787208085541 | 王華懋 |

## 劇情簡介
為了商談而前往箱根山中的骨董商今川雅澄在居住的旅社——仙石樓遇到了在系列作的《姑獲鳥之夏》亦有出場的老人久遠寺嘉親。以及為了採訪禪寺『明慧寺』隨後而來的《稀譚月報》採訪團——中禪寺敦子、飯窪和以攝影師身分參與的鳥口守彥等人，在旅社庭院中發現了一個突然出現的僧侶屍體。
另一方面京極堂為了應經營書店的老前輩之邀，前往箱根查勘意外被發現的書庫，以及為了旅行而順道隨行的京極堂之妻和關口夫妻也到了同座山上……

## 登場人物
中禪寺 秋彥（Chuuzenji Akihiko）
二手書店「京極堂」經營者，也是「武藏晴明神社」代代相傳的神主和陰陽師的怪人，親朋好友習慣稱呼他「京極堂」。性好讀書，也對科學和宗教有著平等的熱愛。口頭禪是「這世上沒有不可思議的事」。
詳情請參閱「百鬼夜行系列#主要登場人物」。
關口 巽（Sekiguchi Tatsumi）
出過幾本選集的小說家，和京極堂是讀書時代的好友。
詳情請參閱「百鬼夜行系列#主要登場人物」。
榎木津 禮二郎（Enokizu Reijirou）
經營「薔薇十字偵探社」的偵探。京極堂的友人。雖然稱為偵探，但是行事隨便，而且容易忘記他人的名稱。有著俊美的外表，和看到他人記憶的特殊能力。
詳情請參閱「百鬼夜行系列#主要登場人物」。
中禪寺 敦子（Chuuzenji Atsuko）
京極堂之妹，《稀譚月刊》的編輯。
詳情請參閱「百鬼夜行系列#主要人物的家人」。
鳥口 守彥（Toriguchi Morihiko）
關口偶爾撰稿的雜誌《月刊實錄犯罪》之編輯。極度路癡，且容易用錯成語及典故。對攝影有著興趣。
詳情請參閱「百鬼夜行系列#主要登場人物」。
今川 雅澄（Imagawa Masasumi）
古董店「待古庵」的經營者，出自蒔繪世家的次子，為了逃出次子的身分的壓力而接手分家經營的古董店，對於自己古董的辨別能力感到沒有自信。
戰時是榎木津的部隊手下，深受榎木津的無常個性所害。這次為了商談而前往「仙石樓」。
詳情請參閱「百鬼夜行系列#主要人物的交友關係」。
久遠寺 嘉親（Kuonji Yoshichika）
原本經營醫院的老人，在姑獲鳥之夏的事件之後，放棄醫院院長的身分，到山中旅社「仙石樓」過著隱居生活。
詳情請參閱「百鬼夜行系列#主要人物的交友關係」。

### 明慧寺
圓 覺丹（Madoka Kakutan）
明慧寺貫首，68歲的老人。
大西 泰全（Oonishi Taizen）
明慧寺最年長的僧侶，88歲，被眾人尊稱為「老師」。
小坂 了稔（Kosaka Ryounen）
明慧寺四知事之一的值歲，60歲，明慧寺對外的唯一窗口。和今川經營的古董店前店主有過幾次的生意往來，也是這次邀約今川前往商談者，行事胡作非為，被叫做「破戒僧」。本事件的第一名受害者。
和田 慈行（Wada Jian）
明慧寺四知事之一的監院，同時也兼任知客的職位，28歲。是個外表俊美的年輕僧侶，有著嚴格的個性，看不起了稔的胡作非為。
中島 佑賢（Nakajima Yuuken）
明慧寺四知事之一的維那，56歲。值得讚賞的禪師，和了稔關係較好。
桑田 常信（Kuwada Joushin）
明慧寺四知事之一的典座，48歲。和慈行及了稔交惡。
菅野 博行（Sugano Hakugyou）
明慧寺的前任典座，70歲的老人，因為發狂而被監禁在土牢中。
加賀 英生（Kaga Eishou）
慈行的侍僧，18歲。在不久之前還只是暫到，由了稔引介入寺。
牧村 托雄（Makimura Takuyuu）
常信的侍僧，22歳。以前是博行的侍僧。
杉山 哲童（Sugiyama Tetsudou）
由仁秀老人撿到的嬰兒，由於關東大地震而失去家人，28歳。在明慧寺剃度。為人木訥，幾近遲緩。
和田 智稔
已故，明治28年发现明慧寺的僧侣。临济宗。泰全的师傅。在庭造建设方面很有名气，曾经帮助仙石楼的庭院改修。

### 其他
仁秀（Jinshuu）
明慧寺附近居住的老翁，年歲不明，哲童和阿鈴的養父。
阿鈴（Suzu）
仁秀老人的養女，穿著被撿到時身上裹著的華服在山間走動。
飯窪 季世恵
仙石楼客人。26歳。稀谭舍社员。接受了脑电波检测的委托与敦子、鸟口一同在仙石楼逗留。箱根出身、松宮兄妹的童年朋友。

### 笹原・松宮相关
松宮 仁
松宮仁一郎的儿子，与父亲有着激烈的矛盾。一度被当做杀人纵火的嫌疑人被逮捕，后因为证据不足被释放。
释放之后选择出家，法名仁如。数月前离开位于镰仓的寺庙开始旅行。在访问明慧寺归来的路上与敦子和鸟口邂逅。
松宮 仁一郎
松宫仁的父亲，在十三年前因火灾去世。全家居住在箱根乡下的宅邸中，因为产业的原因和当地村民的关系恶劣。同时也是笹原宋吾郎生意上的合作伙伴。
松宮 铃子
松宮仁一郎女儿、松宫仁的妹妹。飯窪的好友。在自家着火之后失踪，失踪的时候十三岁。
笹原 宋吾郎
资本家，笹原武市的儿子。在箱根附近拥有大量的土地。也是京极堂的委托人。
笹原 武市
笹原宋吾郎的父亲，在箱根乡下隐居。十多年前曾目击到在山中唱歌的和服少女。
山内 铳儿
位于横须贺的旧书店「伦敦堂」主人。专攻洋书，本人有着伦敦绅士般的气质。是笹原宋吾郎和京极堂之间的牵线人。
堀越 牧藏
隶属箱根消防团底仓分团，现已退休，在松宫家发生火灾后进行援救。

### 警察
石井 寬爾（Ishii Kanji）
日本國家警察神奈川縣本部搜查一課警部，為了代替山下管理這次事件而來。
山下 德一郎（Yamashita Tokuichirou）
日本國家警察神奈川縣本部搜查一課警部補，本次事件的搜查主任。不善管理，對這次事件的關係人抱著懷疑之心。
益田 龍一（Masuda Ryuuichi）
日本國家警察神奈川縣本部搜查一課刑警，階級是巡查。山下的部下，為人親和力高。
菅原 剛喜（Sugawara Takeyoshi）
日本國家警察神奈川縣箱根署刑警，階級是巡查長。慣於用逼問自白的方式查案。

## 改編漫畫
| 冊數 | 講談社         | 講談社                 | 東立出版社     | 東立出版社             |
| 冊數 | 發售日期       | ISBN                   | 發售日期       | ISBN                   |
| ---- | -------------- | ---------------------- | -------------- | ---------------------- |
| 1    | 2017年8月17日  | ISBN 978-4-06-393256-0 | 2019年2月15日  | ISBN 978-957-26-1966-7 |
| 2    | 2017年11月16日 | ISBN 978-4-06-510489-7 | 2020年10月26日 | ISBN 978-957-26-1967-4 |
| 3    | 2018年4月17日  | ISBN 978-4-06-511326-4 | 2024年8月1日   | ISBN 978-957-26-1968-1 |
| 4    | 2018年8月17日  | ISBN 978-4-06-512741-4 |                |                        |
| 5    | 2018年11月15日 | ISBN 978-4-06-513861-8 |                |                        |